# Erispoë
Erispoë (zm. 2 lub 12 listopada 857), książę Bretanii od 851 r. do śmierci. Syn i następca Nominoe, pierwszego księcia Bretanii. Przez kronikarza Regino z Prüm tytułowany jest królem, ale sam nie używał nigdy tego tytułu.

## Życiorys
Wkrótce po śmierci ojca Erispoë musiał stawić czoło pretensjom do zwierzchnictwa nad Bretanią, które zgłaszał król Franków Zachodnich Karol II Łysy. Przekroczył on ze swoją armią rzekę Vilaine, ale 22 sierpnia 851 r. został pokonany przez Erispoë pod Jengland.
Kilka dni po bitwie Erispoë spotkał się z Karolem w Angers, gdzie obaj władcy zawarli pokój, który czynił z bretońskiego władcy hrabiego Rennes i Nantes. Otrzymał również Pays de Retz, wydzielone z hrabstwa Poitou. Karol został również ojcem chrzestnym syna Erispoë, Conana. Miało to miejsce w 851 lub 856 r. Również w 851 r. Karol przekazał Erispoë królewskie regalia, a bretoński książę złożył przysięgę wierności oraz wydał ucztę na cześć króla.
Według Annales Bertiniani w lutym 856 r. córka Erispoë (nieznanego imienia) została zaręczona z synem Karola Łysego, Ludwikiem. Przez resztę swoich rządów Erispoë pozostawał w przyjaznych stosunkach z Karolem. Wspierał opactwo w Redon. W 853 r. najazd wikingów splądrował Nantes, co spowodowało kilkuletnią wojnę, w wyniku której wikingowie zostali wyparci z Bretanii.
Erispoë został zamordowany w kościele, kiedy szukał tam azylu, przez swojego kuzyna i następcę, Salomona. Został pochowany w Redon. Ze swoją żoną Marmohec (która zmarła przed mężem) miał dwoje dzieci, wspomanianych wcześniej Conana i córkę, która nie poślubiła Ludwika, ale Gurvanda z Rennes, który później również został księciem Bretanii.